# Boisselot & Fils
Boisselot & Fils fou un fabricant de pianos francès, fundada el 1831 a Marsella per Jean-Louis Boisselot i dirigida més tard pels seus fills, Louis-Constantin i Xavier.

## Història
L'augment ràpid en la capacitat de producció de la fàbrica amb 70 treballadors, a 300 pianos per any a partir del 1834, dona una idea que pare i fills havien planificat el desenvolupament de l'empresa amb antelació. L'expansió constant va fer que el 1848 contés ja amb 150 treballadors per a la producció d'aproximadament uns 400 pianos per any. Acompanyant aquest èxit de producció, la marca va rebre una medalla d'or en l'Exposició Industrial de França de 1844 (la 10a Exposició Industrial de París). Entre altres innovacions, Boisselot va presentar per primer cop a l'exposició un mecanisme mitjançant el qual algunes notes individuals podien romandre sonant, l'equivalent de l'actual pedal sostenuto (de so sostingut, no el de ressonància global de totes les notes).
L'elecció de Marsella per a la ubicació de la fàbrica es va demostrar assenyada: Boisselot & Fils era en la dècada del 1840 una de les fàbriques de piano més grans de França. La ubicació va oferir avantatges: costos més baixos en treballadors, disponibilitat econòmica de fusta exòtica que arriba pel port de la ciutat, accés més fàcil per exportar a mercats com ara a Espanya, Itàlia i les colònies franceses.
L'any 1847, l'empresa va obrir una oficina a Barcelona. Després de la mort del fundador, el fill Louis Constantin se'n va encarregar de la direcció de l'empresa. La seva mort, a l'any 1850, va fer que el seu germà Xavier abandonés la seva carrera com a compositor a París i agafés l'administració de l'empresa. El 1865, Xavier va delegar-ne la direcció al seu nebot Franz Boisselot (1845-1908), fill de Louis Constantine i batejat amb el nom del seu padrí, el músic hongarès Franz Liszt.
Franz va comandar l'empresa des del 1893, sota el nom de Fabricació Marsellesa de pianos, fins a la seva mort el 1908. L'esclat de la Primera Guerra Mundial va suposar-ne el tancament.